# Stefan Spengler (Kunstpädagoge)
Stefan Spengler (* 17. Mai 1976 in Leipzig) ist ein deutscher Kunstpädagoge. Sein empirischer Forschungsschwerpunkt liegt insbesondere auf einem Zusammenwirken von Digitalisierung, außerschulischen Lehr- und Lernsettings und Kooperationen mit Künstlerpersönlichkeiten im Kunstunterricht.
Parallel zu seinen wissenschaftlichen Tätigkeiten engagiert sich Spengler intensiv in der praktischen Kunstvermittlung. Er initiiert und betreut schulische sowie außerschulische Ausstellungsprojekte und setzt sich in Fortbildungsprojekten für die Professionalisierung des kunstpädagogischen Handelns ein. Durch seine Lehrtätigkeit an Schule, Hochschule und außerschulischen Institutionen der kulturellen Bildung verbindet er Theorie und Praxis und leistet so einen nachhaltigen Beitrag zur Weiterentwicklung der Kunstpädagogik.

## Werdegang
Spengler absolvierte ein Studium für das höhere Lehramt an Gymnasien für die Fächer Kunsterziehung und Geschichte an der Universität Leipzig.
Spengler hat 2022 am Institut für Kunstpädagogik der Fakultät für Geschichte, Kunst- und Regionalwissenschaften der Universität Leipzig promoviert. Seine Dissertation wurde 2023 bei Springer VS veröffentlicht und behandelt das Thema „Kunstpädagogik im Fokus von Digitalisierung, Künstlerkooperation und Lernortwechsel. Eine empirische Studie zur Professionalisierung kunstgemäßen Handelns Jugendlicher in intermedialen Lernsettings". Er lehrt als externer Dozent an der IU Internationalen Hochschule.

## Publikationen
Spengler publizierte kunstpädagogische Einzelpublikationen, Aufsätze in fachwissenschaftlichen Zeitschriften (BDK-Mitteilungen, LBzM) und Sammelbänden sowie zahlreiche Rezensionen zu aktuellen kunstpädagogischen Titeln in Kunst und Unterricht beim Friedrich-Verlag. 

## Projekte
Von 2006 bis 2021 war er Mitglied im regionalen Schulkunstteam Heilbronn  und wirkte an der Organisation zahlreichen Schülerkunstausstellungen mit. Im Rahmen seines kunstpädagogischen Unterrichts initiierte er schulische und außerschulische Ausstellungsprojekte. 2020 gewann ein von ihm betreuter Schüler beim 67. Europäischen Wettbewerb einen Ortspreis in der Kategorie „Respektvolle Streitkultur in Europa“. 2024/2025 initiierte er an der Edith-Stein-Schule Ravensburg mit Berufsschulklassen der Bildungsgänge VABO und AVdual eine Kunstausstellung, die unter dem Titel „Innere Seelenlandschaften“ Werke von Schüler:innen mit Fluchterfahrung aus Krisen- und Kriegsgebieten präsentierte. Im selben Jahr entstand im Rahmen des Eine-Welt-Tages ein klassenübergreifender Kunst-Musik-Workshop mit Zeichnungen und Malereien, die zur Livemusik entwickelt wurden.